# Isla Zavodovski
La isla Zavodovski es una isla volcánica del archipiélago de las islas Sandwich del Sur, que mide unos 5 km de diámetro. Se encuentra en el grupo denominado Marqués de Traverse y es la ubicada más al norte del archipiélago. Se localiza a 350 kilómetros al sureste de las islas Georgias del Sur.
En esta isla se ubica uno de los puntos que determinan las líneas de base de la República Argentina, a partir de las cuales se miden los espacios marítimos que rodean al archipiélago.
La isla nunca fue habitada ni ocupada, y como el resto de las Sandwich del Sur es administrada por el Reino Unido que la hace parte del territorio británico de ultramar de las Islas Georgias del Sur y Sandwich del Sur, mientras que es reivindicada por la República Argentina, que la hace parte del departamento Islas del Atlántico Sur dentro de la provincia de Tierra del Fuego, Antártida e Islas del Atlántico Sur.

## Geografía

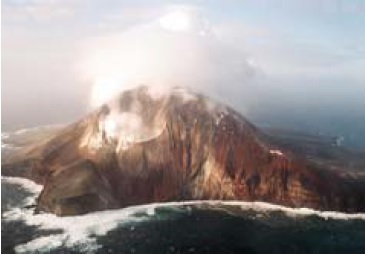
Vista aérea de la isla, con el monte Curry en primer plano.

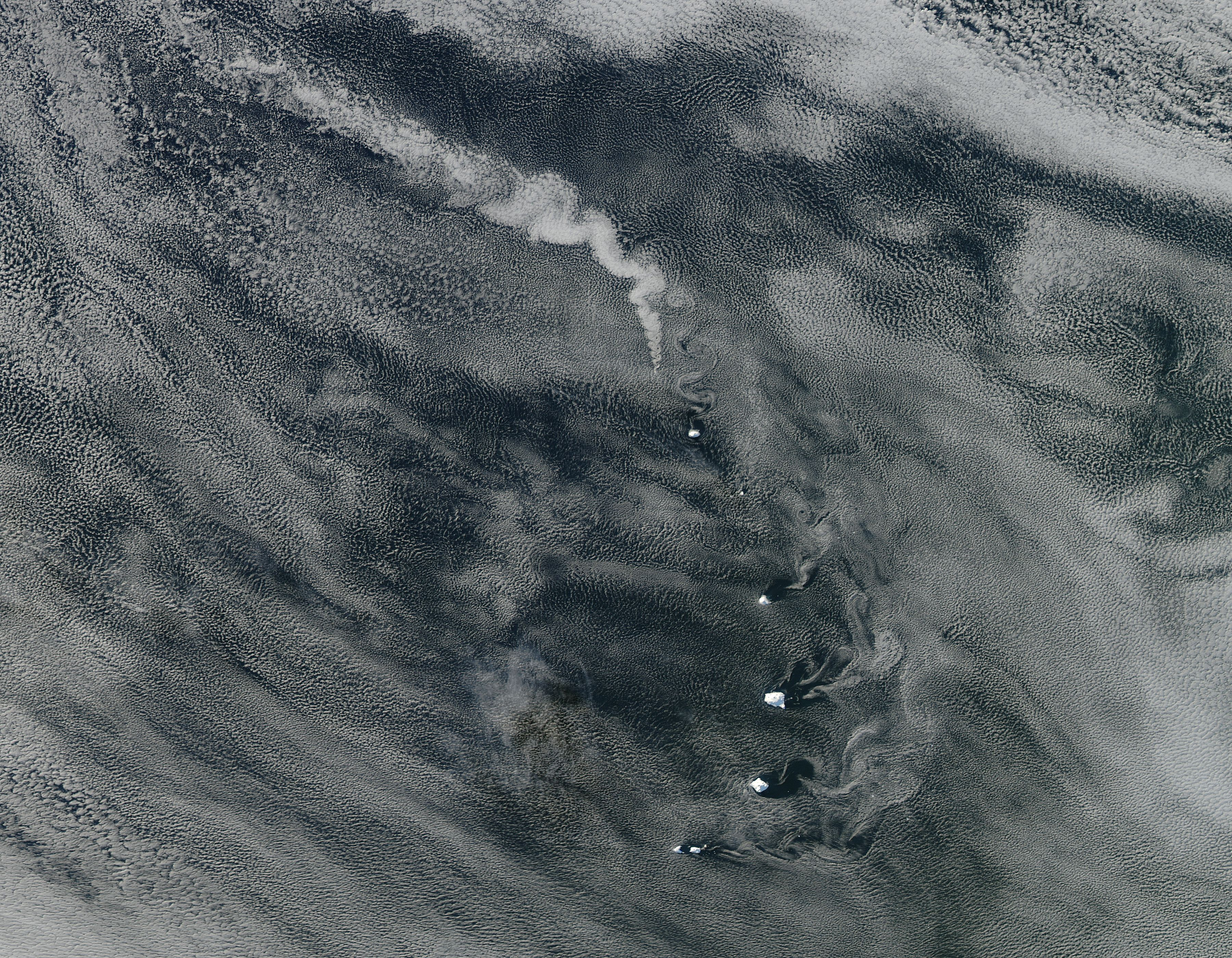
Columna eruptiva que emanaba de la isla Zavodovski hacia fines de abril de 2012.

La isla tiene forma redondeada de entre 5 y 5,5 kilómetros de diámetro con aspecto de cono.
La isla aloja el monte Curry (o monte Asphyxia) que es un estratovolcán basáltico que domina el lado occidental de la isla, y cuya cumbre se encuentra a una altitud de 551 m s. n. m. siendo la mayor elevación en la isla. Se cree que el monte Curry es un volcán activo, con reportes de emanación de lava fresca en 1819, 1823, 1830, 1908 y numerosas indicaciones de actividad posterior. Sus emanaciones se perciben desde unos 2 km. El cráter, en constante actividad, emite humo cálido e hidrógeno sulfurado que ocultan su cima. Su nombre homenajea a un marino argentino fallecido en un combate naval en 1826. Una erupción volcánica fue identificada en la isla el 2 de mayo de 2012, aunque se conocen pocos detalles.
Aproximadamente la mitad de la isla está compuesta de tefra. La mitad oriental de la isla es una llanura de baja altitud formada por lava. La ladera oeste de la isla termina en acantilados y, debido a la acción volcánica, no tiene nieve y es de color rojizo con manchas de azufre. En la costa sur, la ladera es suave, que desciende hacia una meseta baja y descubierta, y posee emanaciones sulfurosas tóxicas que causan grandes grietas. También hay playas de arena y lava donde se puede desembarcar. En la costa este hay un fondeadero precario contorneado por el oleaje que lo va modificando por acción del viento. La isla también se caracteriza por estar mayormente libre de nieve.
La punta Hedor es el punto extremo norte de la isla y de todo el archipiélago de las Sandwich del Sur. Otros accidentes geográficos notables son: punta Pacífica, punta Acre, acantilado Oeste, morro Nocivo, punta Fumarola y punta Activa. A 50 kilómetros al noroeste de la isla se encuentra el banco Protector, un volcán submarino. Los topógrafos que cartografiaron la isla, dieron los nombres por las características volcánicas del área.

## Descubrimiento y toponimia

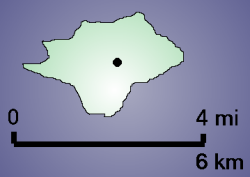
Croquis de la isla.

La isla Zavodovski fue descubierta y nombrada por el explorador ruso Fabian Gottlieb von Bellingshausen el 4 de enero de 1820, momento en que el volcán se encontraba en erupción. El nombre fue puesto en homenaje al teniente Ivan Zavodovski, capitán al mando del barco Vostok, y quien lideró el equipo que desembarcó en la isla el 5 de enero de 1820. El 12 de diciembre de 1830 el estadounidense James Brown en el barco Pacific redescubrió la isla (desconociendo la exploración de Bellingshausen), desembarcó en ella y la llamó Prince's Island, nombre que no perduró.

## Historia
En 1908 el capitán noruego Carl Anton Larsen, luego de establecer la Compañía Argentina de Pesca en Grytviken, islas Georgias del Sur, recorrió las Islas Sandwich del Sur para buscar la expansión de la actividad ballenera en algún fondeadero del archipiélago. Descendió en la isla Zavodovski, pero se intoxicó con las emanaciones sulfurosas y debió marcharse rápidamente. También estuvo en otras seis islas y regresó a la isla San Pedro en malas condiciones de salud.
Desde el mar fue investigada por Frank Wild en el barco Quest en 1912 y cartografiada en 1930 por personal del RRS Discovery II. Entre 1957 y 1958 personal del ballenero soviético Slava-15 y del rompehielos argentino ARA General San Martín desembarcó en la isla. En 1958 la Argentina instaló la baliza Guardiamarina Lamas en el extremo sudeste de la isla.
En febrero de 1952, la fragata argentina ARA Hércules recorrió sus costas como parte de la denominada Operación Foca dentro de la campaña antártica argentina de 1951-1952.
Nuevos desembarcos se produjeron por personal de los barcos británicos RSS Shackleton en 1961 y RSS Protector en 1962.
El South African Weather Bureau (Oficina Meteorológica Sudafricana) mantuvo una estación meteorológica automática en la isla Zavodovski entre enero de 1990 y 2000, colocada por el SA Agulhas, que realizó diversas visitas posteriormente. Su código en el sistema Argos con el que estaba conectada era 88981. La estación dejó de realizar observaciones.
En 1997 el rompehielos británico HMS Endurance realizó una investigación geológica y biológica en el archipiélago.

## Flora y fauna
En la parte norte de la isla hay parches de algas, de aspecto similar al césped y que constituyen la mayor extensión vegetal de todas las Sandwich del Sur. Se tratan de manchones aislados de pasto (Deschampsia antarctica), de musgos, y unas 42 especies de líquenes, denominados «misérrimos» por los argentinos.
La isla es el hogar de alrededor de más de un millón de parejas de pingüinos barbijo en época de crianza, ocupando todo el espacio y disponible y siendo una de las más grandes colonias de esta especie. También habitan en la isla cerca de 2 millones de pájaros.